# Clathromorphum tubiforme
Clathromorphum tubiforme Y.M. Chamberlain, R.E. Norris, D.W. Keats & Maneveldt, 1995  é o nome botânico  de uma espécie de algas vermelhas  pluricelulares do gênero Clathromorphum, subfamília Melobesioideae.
- São algas marinhas encontradas na África do Sul.

## Sinonímia
- Não apresenta sinônimos.